# Wilhelm Aumer

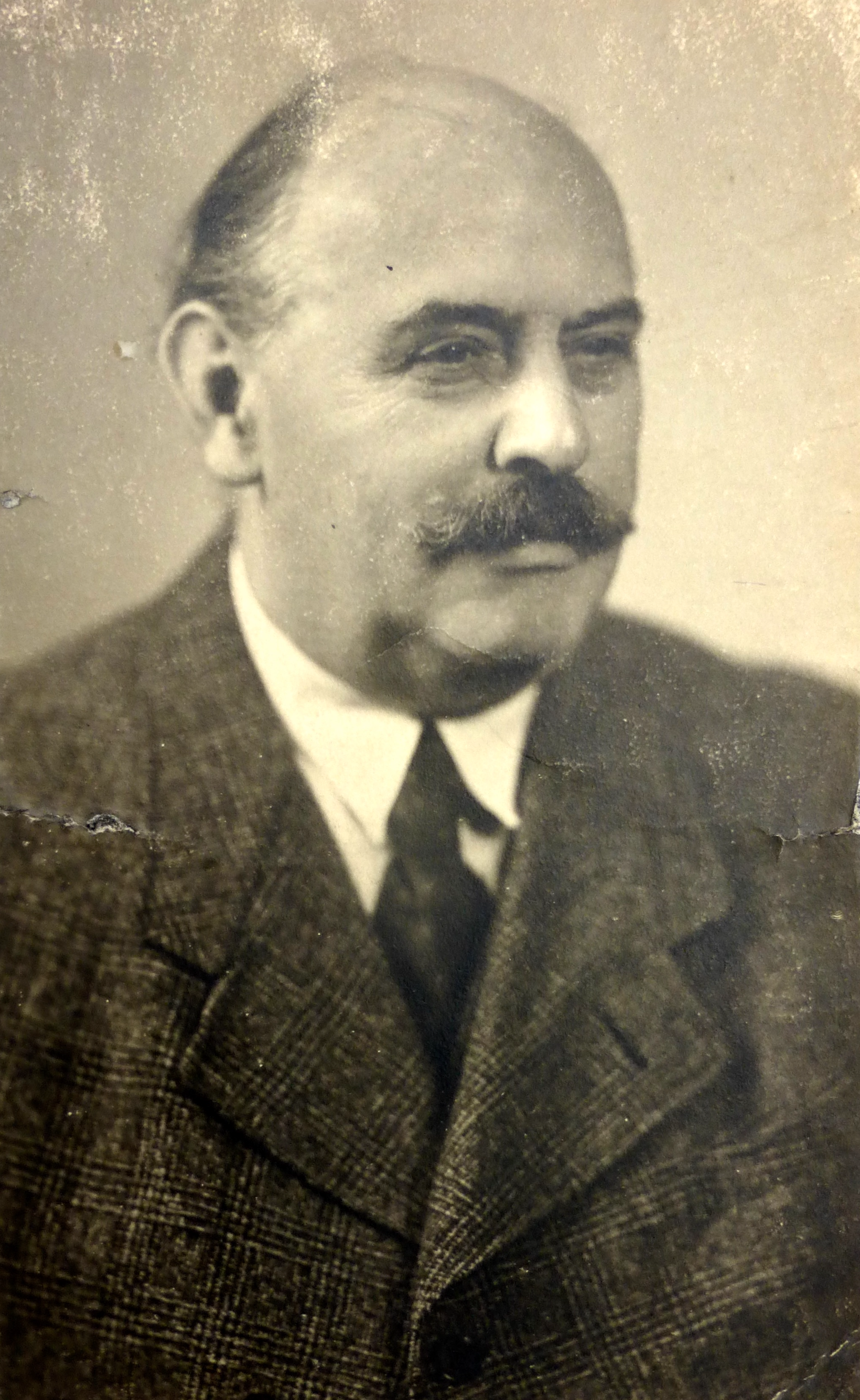
Wilhelm Aumer, Sommer 1943

Wilhelm Aumer (* 22. Januar 1883 in Regensburg, Oberpfalz; † 22. August 1958 in Lichtenfels, Oberfranken) war ein der Sozialdemokratie nahestehender deutscher Verwaltungsbeamter, der seine berufliche Funktion während der Zeit des Nationalsozialismus aus humanitären Gründen und einer christlichen Überzeugung heraus dazu nutzte, sich aktiv zugunsten der Emigrationsmöglichkeiten jüdischer Mitbürger einzusetzen. Er bemühte sich erfolgreich, Zwangsarbeiter, die eines Vergehens beschuldigt wurden, vor der Deportation in Konzentrationslager oder der Erschießung zu bewahren. Lt. Spruchkammerverfahren 1946 hat Aumer in seiner amtlichen Funktion bestehende oppositionelle Bestrebungen gegen den NS-Staat tendenziell zu stützen versucht, soweit es im Bereich seiner Möglichkeiten lag. Das schloss politisch Verfolgte, aus Konzentrationslagern Entlassene ebenso wie die Arbeit lokaler und regionaler katholischer und evangelisch-lutherischer Kirchengemeinden ein.

## Familie

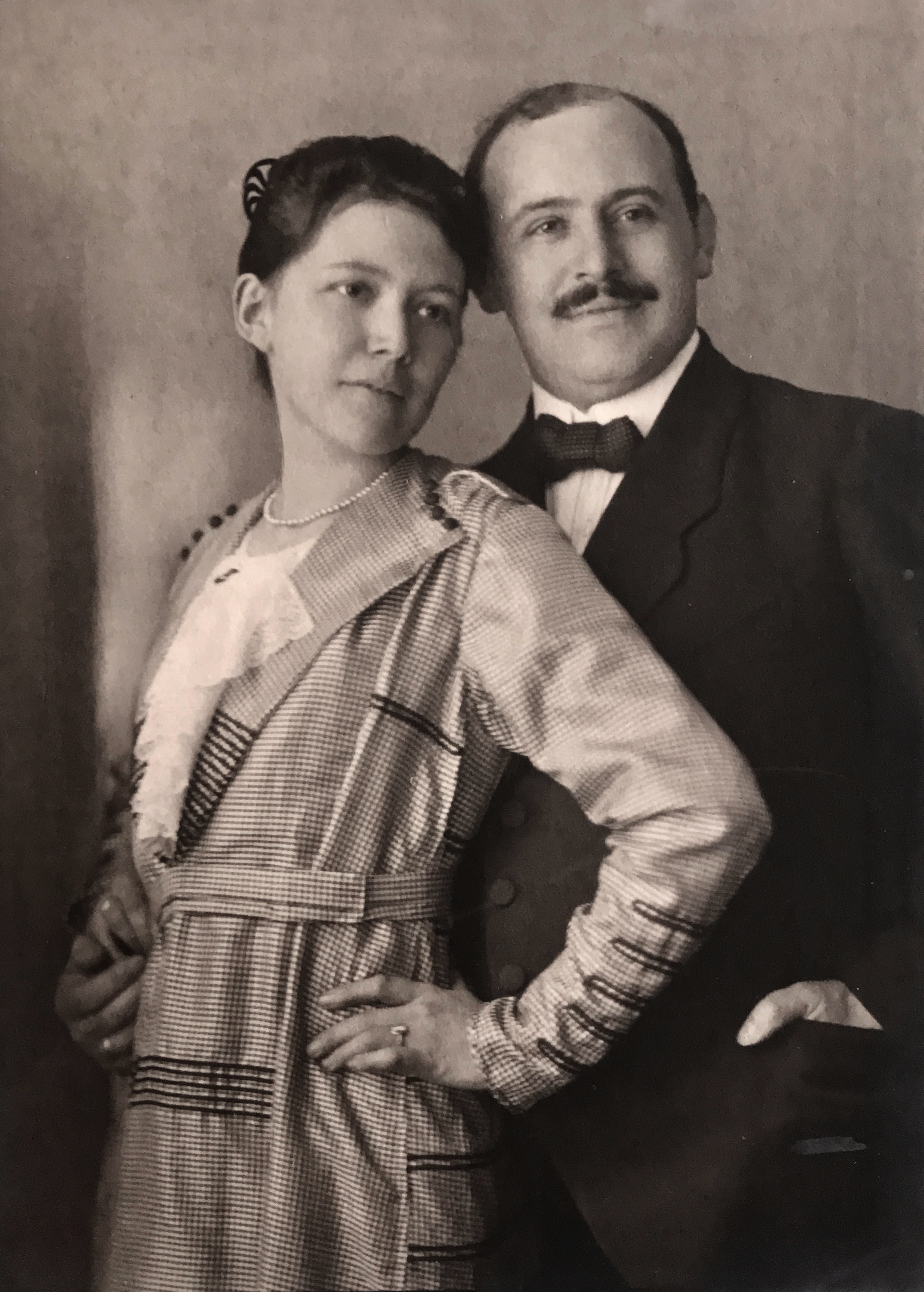
Margarete Aumer, geb. Frank, und der Bezirksamtsobersekretär Wilhelm Aumer, ca. 1920

Wilhelm Aumer war das vierte Kind des Bautechnikers Georg Aumer (* 27. April 1853 in Regensburg; † 27. Juni 1912 ebenda) und dessen Ehefrau Elisabetha, geborene Bergmann (* 10. November 1862 in Regensburg; † 1. Februar 1947 ebenda). Die Familie war römisch-katholischen Bekenntnisses. Sie wohnte im Haus Regensburg A. 118 (heute: Haaggasse 1) und war wohl im Besitz des Anwesens Regensburg A. 214 (heute: Kreuzgasse 15). Wilhelm Aumer hatte fünfzehn Geschwister, von denen jedoch mehrere bereits im Kleinkindalter verstorben sind.
In München heiratete der 37-jährige Wilhelm Aumer am 28. April 1920 die 27-jährige Margarete, geborene Frank (* 19. März 1892 in Lichtenfels; † 30. August 1968 ebenda). Diese war Tochter des Postamtmanns Andreas Frank (* 4. März 1862; † 23. September 1944) und dessen Ehefrau Kunigunda, geborene Würstlein (* 7. Juli 1871; † 2. November 1948). Aus Wilhelm Aumers Ehe gingen drei Söhne hervor: Hans Hubert (* 20. April 1921; † 23. Juni 2020), Vorsitzender Richter am Oberlandesgericht (OLG) Bamberg, verheiratet mit Elisabeth, geb. Ullrich (* 11. April 1924; † 27. April 2011); Paul Walter (* 3. August 1923; † 27. April 2015) und Hans Werner (* 15. Mai 1926; † 30. Januar 1995), verheiratet mit Hilde Aumer, geb. Schrepfer (* 6. Januar 1929; † 30. Mai 2016), alle drei in Lichtenfels geboren.

## Schulzeit und Ausbildung
Nach dem Besuch der Volksschule schloss Wilhelm Aumer die Königliche Kreisrealschule in Regensburg (heute: Goethe-Gymnasium) zu Ostern 1899 erfolgreich ab. Anschließend leistete er seine Militärdienstpflicht als Einjährig-Freiwilliger.
Am 1. August 1900 begann er als Bauzeichner seinen Dienst beim Königlich Bayerischen Landbauamt in Regensburg (heute: Staatliches Bauamt Regensburg). Er verließ dieses zum 30. September 1901 zwecks Ableistung einer weiteren Militärdienstzeit beim Königlich Bayerischen 11. Infanterie-Regiment in Regensburg.
Vom 22. Januar 1904 bis zum 4. Juli desselben Jahres war er als Bezirksamtsinzipient (Inzipient = Lehrling zum Amtsschreiber) in Regensburg tätig.

## Erster Weltkrieg
Am 24. August 1914 rückte Unteroffizier der Reserve Aumer zur Reservedivision des in Bamberg stationierten Königlich Bayerischen 5. Infanterie-Regiments ein, wo er bis zum 30. Januar 1915 verblieb und danach für zunächst sechs Wochen zurückgestellt wurde. An der Front war er ausweislich der Eintragungen in der Militärstammrolle nicht und erhielt demzufolge keine Auszeichnungen.

## Beruflicher Werdegang

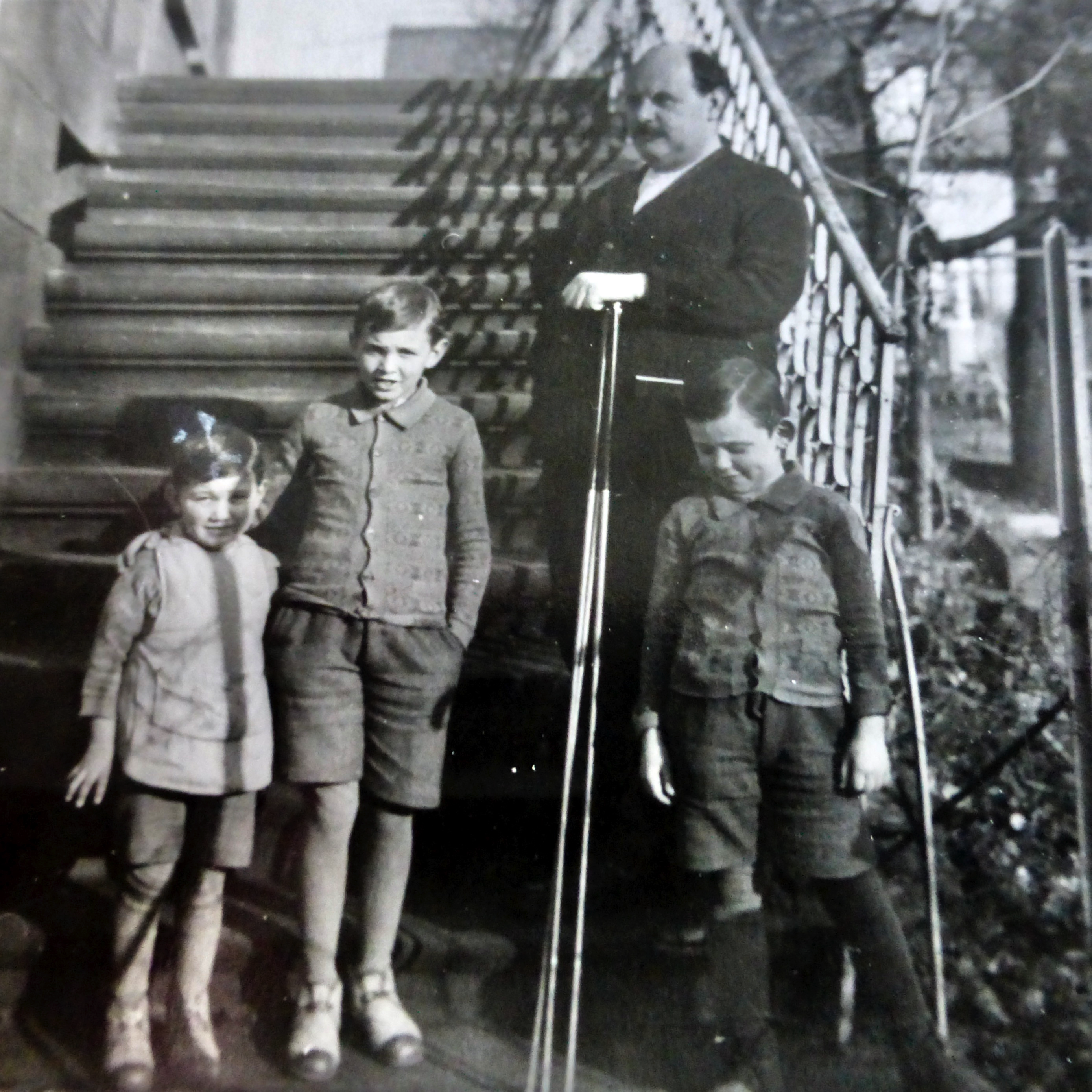
Wilhelm Aumer mit seinen drei Söhnen vor dem Haus der Familie in Lichtenfels, um 1930

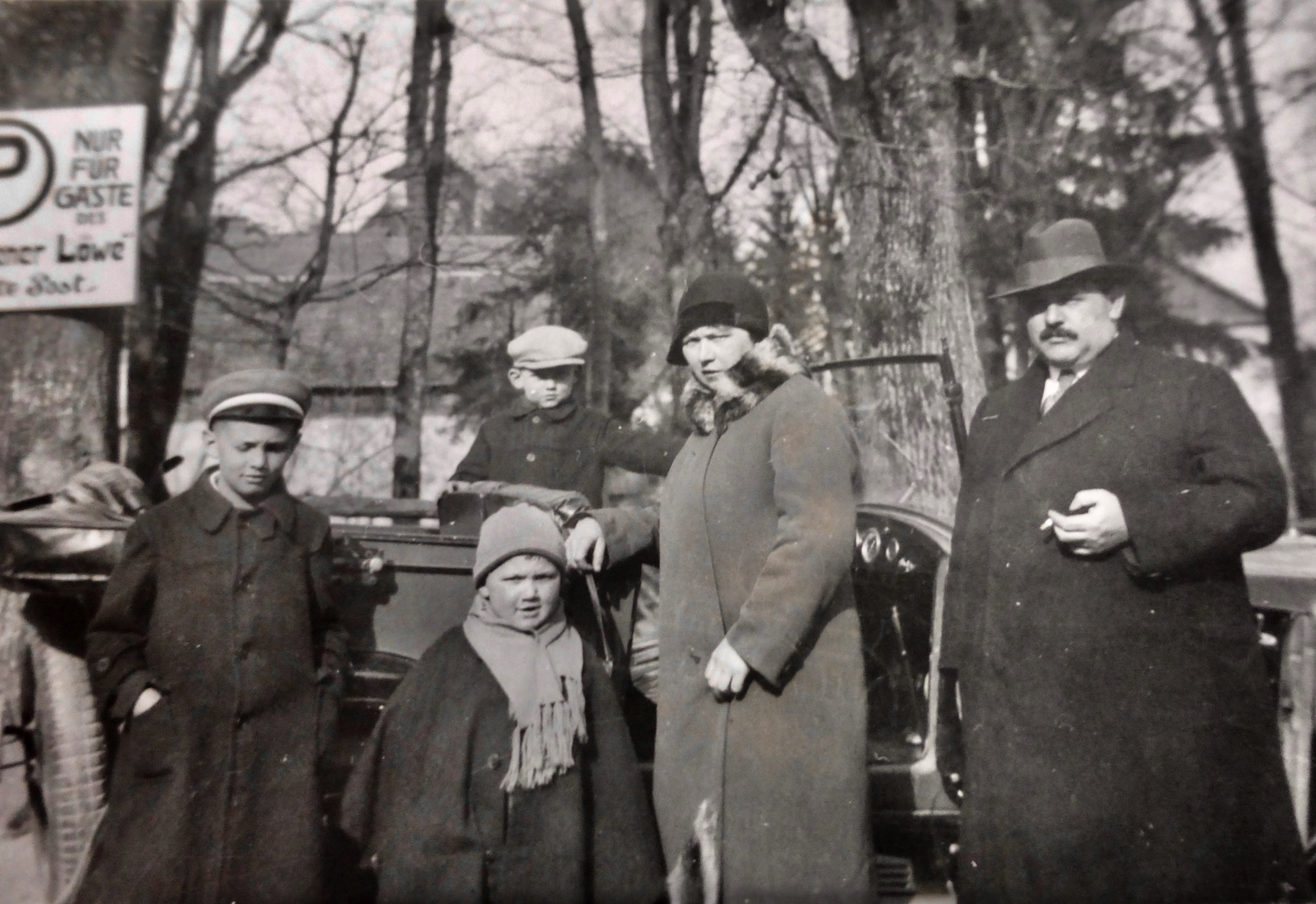
Familie Aumer bei einem Ausflug mit dem Auto, um 1930

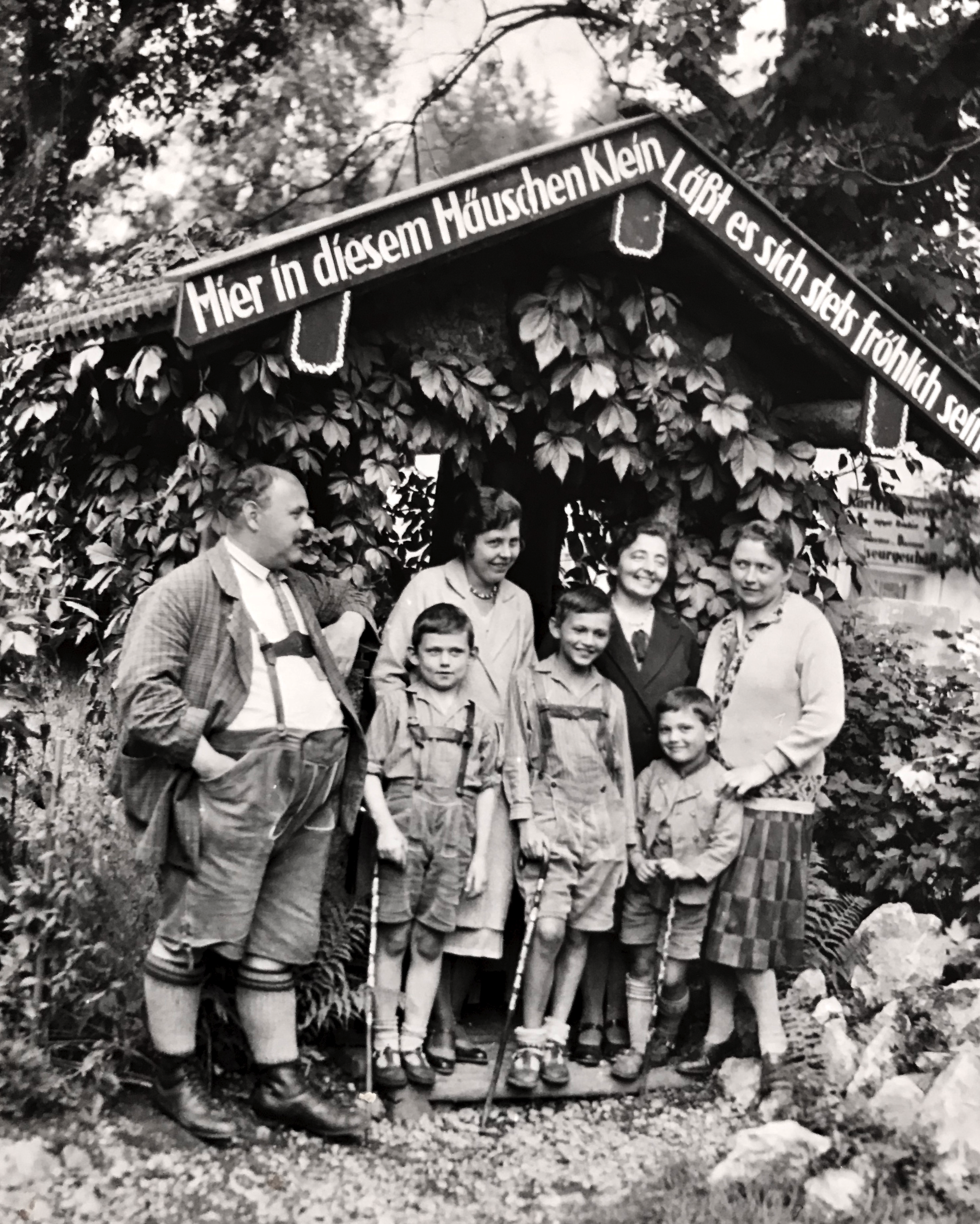
Familie Aumer im Urlaub in Oberaudorf, Oberbayern, um 1930

Vom 5. Juli 1904 bis zum 31. Oktober 1906 wirkte er als 3. Bezirksamtsschreiber im niederbayerischen Grafenau, unterbrochen von Einberufungen zur Ableistung von zwei 56-tägigen Militärübungen vom 28. Juli bis 21. September 1905 und vom 30. April bis 24. Juni 1906. Vom 1. November 1906 bis zum 31. Dezember 1908 war er als 2. Bezirksamtsschreiber im oberpfälzischen Sulzbach tätig, bevor er zum 1. Januar 1909 zum Bezirksamtsassistenten befördert wurde und dort weiter bis zum 31. Dezember 1912 wirkte.
Als Bezirksamtssekretär wechselte er zum 1. Januar 1913 in das oberfränkische Bezirksamt Lichtenfels, wo er zum 1. April 1920 zum Bezirksamtsobersekretär befördert wurde und in dieser Position bis zum 31. Dezember 1924 verblieb. Zum 1. Januar 1925 wurde er ebenda Verwaltungsinspektor.

### NS-Zeit
Politisch stand Aumer den Sozialdemokraten nahe, war jedoch kein Mitglied der SPD. Da seine Einstellung örtlich bekannt war, sah er sich nach der Abtretung der Macht an die Nationalsozialisten vielfach Repressionen und beruflichen Nachteilen ausgesetzt. 1933 habe wegen Aumers SPD-Nähe seitens der SA zunächst die Absicht bestanden, ihn in sogenannte „Schutzhaft“ zu nehmen.
In seinem Spruchkammerverfahren von 1946 sagte Aumer aus, er habe mehr als vier Jahre lang versucht, sich innerhalb seiner Behörde dem immer wieder nahegelegten Beitritt zur NSDAP zu entziehen. Man habe ihm gegenüber einen Beitritt zur SA zur Mindestanforderung erhoben, doch diese habe ihm wegen ihres Gebarens noch ferner gestanden als die Partei.
1936 trat er dem Deutschen Roten Kreuz (DRK), dem Reichsbund der Deutschen Beamten (RDB), der Nationalsozialistischen Volkswohlfahrt (NSV) und dem Volksbund für das Deutschtum im Ausland (VDA) bei. Diese nahezu zeitgleich begonnenen Mitgliedschaften dürften mindestens partiell ein Indiz dafür sein, dass Aumer versuchte, den auf ihn innerhalb seiner Dienststelle ausgeübten Druck auszugleichen, sich im Sinne der von den Nationalsozialisten propagierten „Volksgemeinschaft“ zu engagieren, evtl. auch, um eine NSDAP-Mitgliedschaft zu vermeiden. Beamter war er schon lange zuvor; ein Krankenhaus verwaltete er bereits seit 1913, so dass er die entsprechenden Mitgliedschaften schon weit früher hätte beginnen können, wenn er das gewollt oder als sinnvoll erachtet hätte.
Nachdem Aumers drei jugendliche Söhne in Lichtenfels einer Konfrontation mit der lokalen Hitlerjugend ausgesetzt waren, beantragte er schließlich seinen Beitritt zur NSDAP, wurde jedoch zunächst vom Lichtenfelser NSDAP-Ortsgruppenleiter Burger wegen politischer Unzuverlässigkeit abgelehnt. Zum 1. Juli 1937 wurde Aumer letztlich in die NSDAP aufgenommen; der Beginn seiner Mitgliedschaft wurde jedoch seitens der NSDAP-Ortsgruppe auf den 1. Mai 1935 zurückdatiert. Für diese Zeitspanne von mehr als zwei Jahren musste Aumer die Mitgliedsbeiträge nachzahlen, und wurde vor dem Hintergrund des sogenannten „Opferrings der NSDAP“ als Anwärter auf eine vollwertige Mitgliedschaft deklariert. Damit sollte er zunächst als inaktiv in die Partei eingebunden erfasst und seine Beiträge zugunsten der lokalen Lichtenfelser Parteiorganisation abgeschöpft werden. Dementsprechend wurde Aumer später immer wieder aufgefordert, höhere Mitgliedsbeiträge zu entrichten, ein Ansinnen, das er jedoch ablehnte.
Erst nach seinem Parteieintritt im Juli 1937 wurde er nach knapp 14 Jahren per 1. Dezember 1938 zum Verwaltungsoberinspektor befördert. In der Folge wurden ihm dann auch NS-Auszeichnungen verliehen:
Am 3. Januar 1939 wurde Aumer im Landratsamt Lichtenfels mit dem „Treudienst-Ehrenzeichen“ in Silber ausgezeichnet. Zum 3. Juli 1939 wies ihn die Regierung von Oberfranken und Mittelfranken (= Regierungspräsidium) in Ansbach an, seine Dienststelle beim Landratsamt Lichtenfels zu verlassen und beim Landratsamt in Schwabach auszuhelfen (1939 wurden die Bezirksämter in Landratsamt umbenannt). Gemäß Verleihungsurkunde vom 28. Februar 1941 wurde Aumer schließlich mit dem „Treudienst-Ehrenzeichen“ in Gold ausgezeichnet.
Aumer bemühte sich während der NS-Zeit, diskriminierten und verfolgten Mitbürgern in uneigennütziger Weise zu helfen. Er ging damit für sich und seine Familie mit drei jugendlichen Söhnen, die im September 1938 zwölf, fünfzehn und siebzehn Jahre alt waren, ein hohes existenzielles Risiko ein. Details wurden jedoch erst in der Nachkriegszeit (amtlich) dokumentiert, zumal ein Großteil derer, die von seinem Vorgehen profitiert hatten, längst emigriert waren und nie mehr nach Deutschland zurückkehrten.

### Nachkriegszeit
Nach dem Ende des Zweiten Weltkrieges wurde Aumer im Rahmen der Entnazifizierung auf Befehl der US-amerikanischen Militärregierung am 26. September 1945 aus politischen Gründen seines Amtes enthoben. Dafür wesentlich war seine NSDAP-Mitgliedschaft. Die Regierung von Oberfranken und Mittelfranken in Ansbach wurde informiert; Aumers Bezüge wurden daher seitens der Regierungshauptkasse zum 30. Oktober 1945 vollständig eingestellt. Zu diesem Zeitpunkt war Aumer bereits 62 Jahre alt.
Dennoch durfte und sollte Aumer bis zum 30. April 1946 mit Genehmigung der US-Militärregierung in seiner alten Funktion weiterarbeiten, bis ein geeigneter junger und vor allem unbelasteter Bewerber gefunden und von Aumer eingearbeitet worden sei.
Wilhelm Aumer arbeitete daher ab 1. November 1945 unentgeltlich, bis seine privaten Reserven im August 1946 aufgebraucht waren, worauf er vom Landkreis Lichtenfels rückwirkend ab 1. November 1945 ein Monatsgehalt von 300 Reichsmark erhielt, obwohl sein Status als NS-Belasteter bis dahin noch nicht abschließend geklärt war. Ohne den Ausgang des angesetzten Spruchkammerverfahrens abzuwarten, verfügte die Regierung von Oberfranken und Mittelfranken in Ansbach am 26. Oktober 1946 Aumers Entlassung aus dem Dienst im Landratsamt Lichtenfels.
Der Lichtenfelser Landrat Max Jüngling (CSU) hatte ab Oktober 1945 versucht, seinen dienstältesten Beamten behalten und wieder einstellen zu dürfen. Offiziell möglich wurde das erst, nachdem Aumer im Spruchkammerverfahren am 13. November 1946 vollständig entlastet worden war. Zu seinem Zeugenkreis zählten unter anderen der Lichtenfelser Bürgermeister Julian Wittmann (CSU), der zu dieser Zeit in Schloss Buch lebende Staatssekretär a. D. Herbert von Bismarck, der Lichtenfelser Landrat Max Jüngling, der zweifach promovierte ehemalige Landrat Alfons Trunk, der während der NS-Zeit ins KZ Dachau deportierte Zweite Bürgermeister der Stadt Burgkunstadt, Ludwig Dietzel (SPD), und der ebenfalls nach Dachau verbrachte Kreistagsabgeordnete von Schney, Konrad Witzgall (SPD).
In der Folge genehmigte die US-Militärregierung am 19. Dezember 1946 Aumers Wiedereinstellung.
Aumer habe sich in keiner Weise im nationalsozialistischen Sinn engagiert, sondern der Sozialdemokratie sehr nahegestanden. Er habe Gegner des NS-Systems aktiv unterstützt bzw. nicht behindert oder denunziert, habe in seiner amtlichen Funktion verfolgten und als „rassisch minderwertig“ diskriminierten Menschen geholfen, unter vielen anderen der in Lichtenfels ansässigen jüdischen Unternehmerfamilie des Otto Bamberger. Außerdem habe er sich tatkräftig für die Arbeit der lokalen und regionalen Kirchengemeinden eingesetzt, bezeugt durch die Lichtenfelser Pfarrämter und Domkapitular Heinrich Rauh (1884–1969) vom Erzbistum Bamberg, der von 1928 bis 1943 als Stadtpfarrer in Lichtenfels wirkte.
Juden und Zwangsarbeitern, letztere die so bezeichneten „Fremdarbeiter“, habe Aumer durch Begünstigung im Amt geholfen, belegt durch zahlreiche Dankschreiben seiner ehemaligen Schützlinge, die in viele Staaten emigriert waren. Aktiv unterstützt habe er diese durch die manuelle Validierung von Reisepässen jüdischer Einzelpersonen und Familien für zwei Staaten (nur ein Staat war nach NS-Bestimmungen zulässig), durch fallbezogene Nichtbeachtung restriktiver NS-Bestimmungen, durch Stillschweigen über die beabsichtigte Emigration jüdischer Mitbürger, einen respektvollen Umgang mit diesen systemisch stigmatisierten Menschen und eine sehr kurzfristige Bearbeitungszeit ihrer Anliegen. Das wurde beispielsweise von dem in Lichtenfels geborenen Politologen Walter Samuel Gerst-Kohn (1923–1998) bezeugt:

„[…] Als das Naziregime sich dann tiefer und tiefer verankerte und die antisemitischen Massnahmen an Zahl und Intensitaet zunahmen, wurde es immer schwieriger auszuwandern. […] Ich erinnere mich noch, dass man von mir eine Bescheinigung verlangte, dass ich nicht Mitglied der Hitlerjugend sei. Und wie bekam man diese Dokumente, wenn jeder Besuch bei den Aemtern ein Opfergang sein konnte, wo man angeschrien und beleidigt werden konnte, wenn nicht sogar misshandelt, wenn das den Behoerden gerade Spass machte? In dieser Beziehung hatten wir in Lichtenfels Glueck, denn im Bezirksamt sass der Herr Aumer, ein grundanstaendiger Beamter vom alten Schlag.“

„Die paar Leute, die bis zum November 1938 noch in juedische Laeden gingen, die auf unsere Strassenseiten (sic!) kamen um uns zu gruessen, das waren Helden in der damaligen Zeit. […] Es gab eine Handvoll Lichtenfelser, die bis zuletzt zu uns gehalten haben, nicht viele und nicht durch große Demonstrationen. Die getraute sich keiner mehr. Aber ein paar wenige Leute liessen uns wissen, dass sie bei uns standen -- und viele, viele fielen ihrer eigenen Feigheit zum Opfer. Herr Aumer sass im Bezirksamt und hatte die Paesse unter sich. […] An eine Behoerde gehen zu koennen ohne angeschnauzt zu werden, war eine Seltenheit. Claude (Klaus) Bamberger hat beschrieben, wie Herr Aumer eines Nachts zu seiner Mutter [in die Villa Sonnenhaus] kam, um sie zu warnen, dass ihr Pass in ein paar Tagen eingezogen werden wuerde und um ihr zu raten, so bald wie moeglich zu verreisen [gemeint: emigrieren]. Ich wusste nicht wohin ich ins Ausland gehen wuerde und so baten wir Herrn Aumer, den Pass fuer zwei Laender, England und Nordamerika auszustellen. »Darf ich zwar nicht, aber man darf heute viel nicht«, sagte er und tat es. All das waren kaum Heldentaten, aber solche kleinen Episoden taten aeusserst wohl und erleichterten das Leben sehr.“

Aumer scheute auch vor konspirativ ausgesprochenen Warnungen nicht zurück, um betroffene Juden vor kurz bevorstehenden Konfiskationen zu warnen, im September 1938 z. B. wegen des Einzugs ihrer Reisepässe. Die Ausführung der angeordneten Konfiskationen hielt Aumer einige Tage zurück, um den betroffenen Menschen noch die Flucht aus Deutschland zu ermöglichen.

„She [Henriette „Jetta“ Bamberger (1891–1978)] was a practical person, and quickly recognized both the immense favor Mr. Aumer had done to her at great personal risk, and the urgent need to act quickly.“

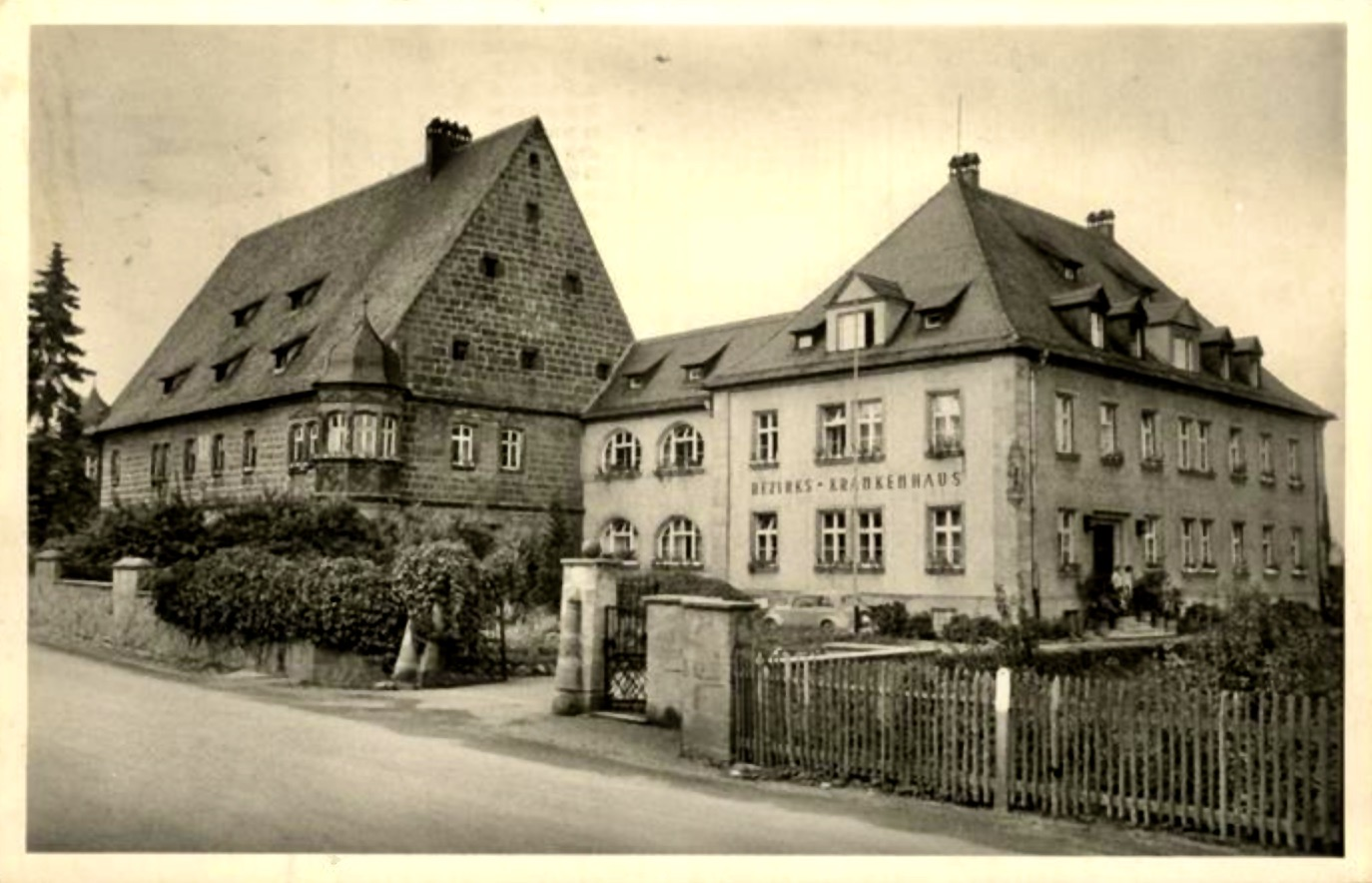
An der Einrichtung und dem Ausbau des Kreiskrankenhauses Hochstadt i. Ofr. (später: Bezirkskrankenhaus) war Wilhelm Aumer seit 1913 über Jahrzehnte maßgeblich als ehrenamtlicher Verwalter beteiligt

Der bayerische Gendarmerie-Oberleutnant Lutz bezeugte, dass Aumer Zwangsarbeiter bei Vergehen nicht der „Gestapo“ gemeldet habe, um deren Erschießung oder Deportation in Konzentrationslager zu vermeiden. Trotz dieser Unterlassung seien die Vergehen nach Recht und Gesetz behandelt worden, jedoch ohne existenzielle Folgen für die betroffenen Zwangsarbeiter.
Durch die Vielzahl von Aumers Aktivitäten sei seine Opposition gegenüber dem Nationalsozialismus nicht verborgen geblieben, wodurch Aumer eine Reihe beruflicher Nachteile erlitten habe. So sei er als Dienstältester im Landratsamt von seinem Posten als Vertrauensmann abgesetzt und von der regulären Beförderung zum Oberinspektor zurückgestellt worden. Er habe finanzielle Einbußen erlitten, weil man die jährliche Aufwandsentschädigung als außerdienstlich tätiger ehrenamtlicher Verwalter des Kreiskrankenhauses Hochstadt i. Ofr. auf Antrag eines NSDAP-Kreistagsabgeordneten wegen Aumers Nonkonformität erheblich gekürzt habe. An der Einrichtung und dem weiteren Ausbau des Kreiskrankenhauses sei Aumer seit 1913 maßgeblich beteiligt gewesen.
Der Lichtenfelser Landrat Jüngling stellte Aumer aufgrund des Spruchkammer-Bescheides und des Wiedereinstellungs-Bescheids der US-Militärregierung zum 1. Januar 1947 wieder ein, worauf die Regierung von Oberfranken und Mittelfranken in Ansbach am 8. Januar 1947 telefonisch eingriff, um Aumers Entlassung erneut zu verfügen. Daraufhin sprach der Lichtenfelser Bürgermeister, Julian Wittmann, den Bayerischen Staatsminister des Innern, Josef Seifried (SPD), am 10. Januar 1947 nach einer Landtagssitzung auf den Fall Aumer an, vertiefte das Thema mit einem Schreiben vom 14. Januar 1947 und bat Seifried darum, sich bei der Regierung von Oberfranken und Mittelfranken in Ansbach im Sinn einer Wiedereinstellung Aumers zu verwenden. Seifried entsprach dem Anliegen und teilte der Regierung von Oberfranken und Mittelfranken in Ansbach mit, dass keine Einwände bestünden, Aumer zunächst im Angestelltenverhältnis beim Landratsamt Lichtenfels mit seinem zuletzt bezogenen Diensteinkommen wieder einzustellen. Nachdem mehrere zustimmende Beschlüsse zur Wiedereinstellung Aumers im Kreisausschuss Lichtenfels gefasst worden waren, zuletzt am 6. März 1947, wurde dessen Wiedereinstellung schließlich auch seitens der Regierung von Oberfranken und Mittelfranken in Ansbach gegenüber dem Landratsamt Lichtenfels am 15. April 1947 eingeleitet.
Seitens des Vertrauensmannes des Bayerischen Hilfswerks (Prüf- und Betreuungsstelle für ehemalige KZ-Häftlinge) in Lichtenfels, Müller, wurde die Regierung von Oberfranken und Mittelfranken in Ansbach mit Schreiben vom 19. Mai 1947 darum gebeten, Wilhelm Aumer mit allen Rechten wieder in seine frühere Stellung einzusetzen. Es sei durch Zeugnisse ehemals „rassisch“ Verfolgter einwandfrei nachgewiesen, dass Aumer durch die Ausstellung von Visa, ohne den damals vorgeschriebenen „Gestapo“-Sichtvermerk zu verlangen, zahlreichen Personen die Ausreise aus dem Deutschen Reich ermöglicht habe. Dadurch seien sie vor Konzentrationslagern und wahrscheinlich auch dem Verlust ihres Lebens bewahrt worden.
Am 25. März 1947 berief Hans Ritter von Lex (CSU) für das Bayerische Staatsministerium des Innern im Einvernehmen mit dem Bayerischen Staatsministerium der Finanzen Wilhelm Aumer erneut in das Beamtenverhältnis, ernannte ihn gleichzeitig zum Regierungsoberinspektor und übertrug ihm eine Planstelle im Landratsamt Lichtenfels. Die Regierung von Oberfranken und Mittelfranken in Ansbach erhielt eine Kopie dieser Entschließung.
Erst rund drei Monate vor dem Eintritt in den Ruhestand wurde Aumer wieder eingestellt, befördert und beamtet. Infolge der Umstellung seiner Dienstbezüge auf ein Ruhegehalt und der zeitgleichen Währungsreform 1948 erhielt Aumer wiederum über viele Monate keinerlei Einkommen, obwohl er nahezu durchgängig im Landratsamt Lichtenfels arbeitete. Der amtliche Schriftverkehr jener Phase belegt, dass zwischen den beteiligten Dienststellen des Kreises, des Regierungspräsidiums und der Staatsministerien des Innern und der Finanzen allerlei Differenzen über die Art von Aumers improvisiertem De-facto-Beschäftigungsverhältnis, dessen Einstufung, kostenmäßige Zuordnung (Kreis, Freistaat) und Rechtmäßigkeit behandelt wurden. Der vielzitierte „Amtsschimmel“ lief monatelang gemächlich durch etliche beteiligte Abteilungen und Hierarchien von Aumers Dienststelle bis hinauf zu den beiden beteiligten Staatsministerien. Der hohe verwaltungstechnische Aufwand mit oft sich wiederholenden Schriftsätzen, Gutachten, Berechnungen und Prüfungen der Rechtslage führte zu einem gewaltigen Zeitverzug mit massiven Nachteilen für Aumer, der in dieser harten Zeit vom Landratsamt Lichtenfels finanziell unterstützt wurde. Nach seinem Eintritt in den Ruhestand wurde Aumer vom Landratsamt Lichtenfels als Angestellter weiterbeschäftigt; zuletzt arbeitete er dort ohne Angestelltenstatus und auch ohne Dienstvertrag weiter.
Wilhelm Aumer starb im Alter von 75 Jahren und wurde auf dem Friedhof in Lichtenfels in der Grabstätte der Familie Johann Würstlein beigesetzt. Ein Ehrengrab seitens der Stadt Lichtenfels wurde ihm – im Gegensatz zu örtlichen NS-Profiteuren – nicht zuerkannt.

„Eindrücklich zeigt die Biographie von Wilhelm Aumer, welche Arten des
Widerstands auch für den »normalen« Bürger und Verwaltungsmitarbeiter
möglich waren – im Kleinen, aber mit großer Wirkung!“

## Mitgliedschaften
- ab 1. Juni 1936: Deutsches Rotes Kreuz (DRK)
- 1936–1940: Nationalsozialistische Volkswohlfahrt (NSV)
- ab 20. Juni 1936: Reichsbund der Deutschen Beamten (RDB)
- 1936: Volksbund für das Deutschtum im Ausland (VDA)
- ab 1. Juli 1937: Nationalsozialistische Deutsche Arbeiterpartei (NSDAP), Mitgliedsnummer 3.665.232;[56] die Mitgliedschaft wurde sofort auf den 1. Mai 1935 zurückdatiert, für die Zeitspanne vom 1. Mai 1935 bis 1. Juli 1937 wurde Aumer als Anwärter (Opferring der NSDAP) deklariert und musste für mehr als zwei Jahre die Beiträge nachzahlen[10]

## Ehrung und Gedenken
Vor dem Landratsamt Lichtenfels, der Nachfolgebehörde des ehemaligen Bezirksamts Lichtenfels, wurde am 25. Juli 2023 in Anwesenheit einiger seiner Nachfahren eine Gedenktafel für Wilhelm Aumer enthüllt.
Der Beauftragte der Bayerischen Staatsregierung für jüdisches Leben und gegen Antisemitismus, für Erinnerungsarbeit und geschichtliches Erbe, Ludwig Spaenle, würdigte im August 2023 Wilhelm Aumers Zivilcourage, mit der er für sich selbst Lebensgefahr in Kauf genommen habe.
Die staatliche israelische „Gedenkstätte des Holocausts und des Heldenmuts“, Yad Vashem, wies im Jahr 2020 zwei von Deutschland aus gestellte Anträge ab, Wilhelm Aumer als einen „Gerechten unter den Völkern“ anzuerkennen und zu ehren. Die Ablehnung der beiden Anträge basiert darauf, dass Yad Vashems Historiker davon ausgehen, dass sich Aumer durch die Überschreitung seiner Befugnisse bzw. eine fallbezogene Nichtbeachtung von NS-Regularien hinsichtlich der wunschgemäßen Validierung von Reisepässen jüdischer Menschen für zwei ausländische Zielstaaten (statt eines zulässigen) bis 1939 nicht in Lebensgefahr gebracht habe.
Daraus folgt, dass ein solches Agieren Aumers nach dem Beginn des Zweiten Weltkrieges in anderer Qualität eingestuft werden würde und ihn als „Gerechter unter den Völkern“ qualifizieren könnte. Dafür wären Belege (Reisepässe) erforderlich, die von ihm nach dem 1. September 1939 irregulär für zwei Staaten validiert wurden. Zusätzlich müsste der Fokus auf Aumers Aktivitäten zum Schutz von im Kreis Lichtenfels eingesetzten Fremd- bzw. Zwangsarbeitern / Sklavenarbeitern vor Exekution bzw. Deportation in Konzentrations- und Vernichtungslager während des Krieges liegen, da unter diesen auch jüdische Menschen gewesen sein können.
Der Stadtverwaltung von Lichtenfels liegt seit 2020 eine Anregung vor, nach Wilhelm Aumer einen Weg, eine Straße oder einen Platz zu benennen, um an ihn zu erinnern.